# Skorodînți, Ciortkiv
Skorodînți (în ucraineană Скородинці) este o comună în raionul Ciortkiv, regiunea Ternopil, Ucraina, formată numai din satul de reședință.

## Demografie
Componența lingvistică a comunei Skorodînți
     Ucraineană (100%)
Conform recensământului din 2001, toată populația comunei Skorodînți era vorbitoare de ucraineană (100%).